# Ilir Meta
Ilir Meta (Skrapar, 24 de marzo de 1969) es un político albanés y desde el 24 de julio de 2017 hasta el 24 de julio de 2022 el séptimo presidente de Albania. Anteriormente ocupó varios cargos estatales. Fue fundador del Movimiento Socialista del Partido para la Integración (LSI) y presidente de la formación del partido hasta 2017. El 28 de abril de 2017 fue elegido como nuevo presidente de la República, en sucesión de Bujar Nishani. Entre 2013 y 2017, fue presidente del Parlamento y, entre 1999 y 2002, primer ministro de Albania, el más joven de la historia de Albania elegido.

## Trayectoria
iIlir Meta estudió política económica en la Universidad de Tirana. En 1990/91 estuvo involucrado en los disturbios estudiantiles que provocaron la caída del sistema comunista. Meta 1992 fue elegido como representante del Partido Socialista de Albania en Kuvendi i Shqipërisë. En este partido tomó varias posiciones en los años siguientes. El 4 de noviembre de 1999 Ilir Meta fue confirmado por el Parlamento como primer ministro. Esta función se practicó hasta 2002. En 2003 fue ministro de Asuntos Exteriores de Albania y vice primer ministro.
En 2004 rompió con el Partido Socialista debido a desacuerdos con el bloque de Fatos Nano. Fundó un nuevo partido orientado hacia los socialdemócratas, el Movimiento Socialista por la Integración (Albanés Lëvizja Socialiste për Integrim, siglas: LSI), que presidió hasta 2017. En septiembre de 2010, entregó el Ministerio de Asuntos Exteriores a Edmond Haxhinasto (LSI) y fue nombrado ministro de Economía, Comercio y Energía para pasar menos tiempo en el extranjero y más en el desarrollo del partido.
El 14 de enero de 2011, Meta también renunció a su puesto de vice primer ministro y ministro de Economía, Comercio y Energía. Citó como una razón para permitir que el fiscal ponga en marcha una investigación penal, ya que los representantes elegidos electos en Albania tienen inmunidad política. Anteriormente, se publicó un video en Fiks Fare del canal de televisión Top Channel, que intenta manipular un concurso público para la construcción de una central hidroeléctrica. Un año más tarde, el 16 de enero de 2012, el Tribunal Supremo lo liberó de la denuncia de corrupción en ausencia de pruebas, ya que el video secreto fue rechazado como prueba.
El 21 de octubre de 2012 Ilir Meta fue confirmado como presidente del partido de la LSI con el 79% de los votos. Su único contraparte, el Secretario General Luan Rama, recibió el 21%. En el período previo a las elecciones parlamentarias en Albania en 2013, Ilir Meta y su partido dejaron la coalición con los demócratas, que se había establecido desde 2009, para pasar a los socialistas. En las elecciones de junio, los socialistas bajo Edi Rama, junto con el LSI, lograron una clara mayoría. El 10 de septiembre de 2013, el Parlamento Albanés votó 91 a 45 con una abstención de Ilir Meta. Tres de los 140 diputados no estaban presentes. Meta también recibió los votos de la nueva oposición, los demócratas, que es inusual para Albania.
Cuando Ilir Meta fue elegido Presidente de la República el 28 de abril de 2017, esto se hizo sin el apoyo de la oposición. Los demócratas han estado boicoteando el trabajo parlamentario desde febrero de 2017. Tres encuestas sin candidatos, que fueron un llamamiento a la oposición para volver al parlamento, no tuvieron éxito. En la cuarta ronda, Ilir Meta fue el único candidato a recibir 87 de los 89 votos.